# Романова, Анастасия Александровна
Анастаси́я Алекса́ндровна Рома́нова (род. 14 сентября 1979, Москва) — российский поэт, прозаик, публицист, член 9 секции Союза писателей Санкт-Петербурга.

## Биография
Окончила Международный университет. С 1999 по 2004 гг. вела мировоззренческие полосы «Цвет времени» и «Образовательный меридиан» в газете «Первое сентября». Более 500 публикаций в периодических изданиях в России и за ее пределами. 
Один из создателей литературной группировки «Общество вольных кастоправов». Живёт в Петербурге.
Автор и исполнитель зонгов.
Лонг-лист премии «Дебют» в номинации «Поэзия» 2002, 2003 и 2004 годов, премия журнала «Футурум-Арт» (2015).
Стихи и проза переводились на английский, немецкий, польский и болгарский языки.

## Отзывы критики
Анастасия Романова читала свои ранние «зонги», стихи, которые она иногда произносит ритмично, нараспев, а иногда и просто-таки пропевает. Поэтика, чаще оформленная в верлибре, безусловно, близкая рок-поэзии, творчеству Егора Летова, Янки Дягилевой, Ольги Арефьевой и Рады Анчевской, когда поток сознания ассоциативно перемешан с регистрацией и подчеркиванием деталей, выцепляемых из реального и творчески переработанного континуума. — Елена Семенова .

Анастасия Романова, исследователь городских субкультур, автор множества статей о неформальных объединениях и книги «Загадки русского языка», не понаслышке знает, сколь многое скрывается там, куда обыденный взгляд попросту не устремляется. Ее стихи – своего рода ключи к незримым дверям, которые, будучи распахнуты, не столько открывают путь, сколько соединяют пространства по обе стороны замочной скважины. — Игорь Караулов.

Наследование не только неподцензурной словесности, но и, не в меньшей степени, Системе, сообществу неформалов и обитателей субкультурных миров, является для Романовой не столько способом саморасположения на карте культуры, сколько самим типом существования, который хотя и подвергается авторскому художественному исследованию, но в конечном счете не требует доказательств. Вера сосуществует здесь со Свободой, встроенность в русскую традицию не мешает самым экстравагантным выходам за её пределы, жесткость и радикализм высказывания, отказ от навязанных социумом формальностей не превращаются в цинизм. — Данила Давыдов.